# 米山俊直
米山 俊直（よねやま としなお、1930年9月29日 - 2006年3月9日）は、日本の文化人類学者。京都大学名誉教授。

## 経歴
出生から修学期
1930年、奈良県で生まれた。三重大学農学部農学科で学び、1954年に卒業。京都大学大学院農学研究科に進学し、1956年に修士課程を修了。同1956年より渡米し、イリノイ大学社会人類学部助手。1960年に帰国し、1961年に京都大学大学院農学研究科博士課程を単位取得退学した。
研究者として
1961年、京都大学農学部助手に採用された。1965年、甲南大学文学部助教授に就いた。1971年、京都大学教養部助教授に転じた。1977年から1981年3月までは国立民族学博物館助教授を兼任。1981年、京都大学教養部教授に昇格した。1988年、学位論文『アフリカ農耕民の基本的概念群の比較研究：三社会の事例を中心に』を京都大学に提出して農学博士号を取得。教養学部の改組に伴い、1992年より京都大学総合人間学部教授。1994年に京都大学を定年退官し、名誉教授となった。
1997年、大手前女子大学学長に就任。2000年の共学化・校名変更に伴い、以降は大手前大学学長。2004年に退任した。

## 研究内容・業績
専門は人類学、農村社会学で、アフリカの農村研究を基点にした文化人類学で知られる。1950年代後半より日本の農山村をフィールドとして人類学調査を行い、1960年代後半からは今西錦司を隊長とするアフリカ調査に参加した。タンザニアのイラク社会、マリ共和国のバンバラ社会、モロッコ・フェズなどで調査を実施した。
日本の祭りについても幅広く研究し、京都の祇園祭や大阪の天神祭などを取り上げている。京都学を提唱し、その世界的な拠点とすべく国際京都学協会を設立して理事長を務めた。

## 受賞・叙勲
- 1999年：紫綬褒章を受章
- 2004年：瑞宝中綬章

## 家族・親族
- 娘：米山リサも文化人類学の研究者、日米比較文化論者。トロント大学教授。

## 著書

### 単著
- 『集団の生態日本放送出版協会 1966
- 『日本のむら百年』NHK出版(NHKブックス）1967
- 『文化人類学の考え方』講談社現代新書196
- 『過疎社会』日本放送出版協会(NHKブックス）1969
- 『アメリカ人を考える』研究社 1972
- 『祇園祭 都市人類学ことはじめ』中公新書 1974
- 『日本人の仲間意識』講談社現代新書 1976
- 『ザイール・ノート アフリカ：町と村と人と』サンケイ出版 1977
- 『暮らしの探検：文化人類学から新しい家庭のあり方を考える』PHP研究所 1979
- 『天神祭 大阪の祭礼』中公新書 1979
- 『同時代の人類学 群れ社会からひとりもの社会へ』NHK出版(NHKブックス) 1981
  - 改題新版『同時代の人類学：21世紀への展望』新版 NHKブックス 1994
- 『大和・河内発見の旅 関西過去・未来考』PHP研究所 1982
- 『アフリカ学への招待』NHK出版(NHKブックス）1986
- 『都市と祭りの人類学』河出書房新社 1986
- 『小盆地宇宙と日本文化』岩波書店 1989
- 『アフリカ農耕民の世界観』弘文堂 1990
- 『いま、なぜ文化を問うのか』NHK出版 1990
- 『日本ことはじめ物語  なぜ始まったのか?いつ始まったのか?』PHP研究所 1990
- 『クニオとクマグス』河出書房新社 1995
- 『モロッコの迷宮都市フェス』村川敏弘写真、平凡社 1996
- 『都市と農村 地域社会学の試み』放送大学 1996
- 『私の比較文明論』世界思想社 2002
- 『米山俊直の仕事 人、ひとにあう。むらの未来と世界の未来』人文書館 2006
- 『「日本」とは何か：文明の時間と文化の時間』人文書館 2007
- 『米山俊直の仕事 ローカルとグローバル 人間と文化を求めて』人文書館 2008[3]

### 編著
- 『ドキュメント祇園祭 都市と祭と民衆と』NHK出版(NHKブックス) 1986
- 『アフリカ人間読本』河出書房新社 1987
- 『現代人類学を学ぶ人のために』世界思想社 1995

### 共著
- 『北上の文化：新・遠野物語』加藤秀俊共著、社会思想社現代教養文庫）1963
- 『偏見の構造 日本人の人種観』我妻洋共著、NHK出版(NHKブックス）1967
- 『生活学のプラクシス 生活史による「新大阪」の研究』橋本敏子共著、ドメス出版(生活学選書）1990
- 『アベセデス・マトリクス 酒の未来図』吉田集而・TaKaRa酒生活文化研究所共著、世界文化社  2000
- 『対話 「東北」論』高田宏編、岩本由輝・樺山紘一共著、刀水書房 2003

### 共編著
- 『柳田国男の世界』伊藤幹治共編、日本放送出版協会 1976
- 『アフリカハンドブック』伊谷純一郎共編、講談社 1983
- 『アフリカ文化の研究』伊谷純一郎共編、アカデミア出版 1984
- 『文化人類学へのアプローチ』伊藤幹治共編、ミネルヴァ書房 1988
- 『アフリカを知る事典』伊谷純一郎・小田英郎・田中二郎・川田順造共編、平凡社 1989
  - 新訂増補版 1999年
- 『文化人類学を学ぶ人のために』谷泰共編、世界思想社 1991
- 『天神祭 水の都・千年の祭』河内厚郎共編、東方出版 1994
- 『比較文明の社会学 新しい知の枠組』吉澤五郎共編、放送大学 1997
- 『比較文明における歴史と地域』(講座比較文明 2) 吉澤五郎共編、朝倉書店 1999
- 『行基と渡来人文化 朝鮮半島から猪名川流域へ』辻一郎共編、たる出版 2003

### 翻訳
- 『"月の山"の彼方 アフリカ一夫多妻の記録』エドワード・H.ウインター[4]著、宮川書房新社 1968
- 『文化の型』ルース・ベネディクト著、社会思想社 1973
  - 文庫化 講談社学術文庫 2006
- 『文化変化の理論 多系進化の方法論』J.H.スチュワード著、石田きぬ子共訳、弘文堂 1979
- 『ライフヒストリー研究入門 伝記への人類学的アプローチ』L.L.ラングネス,G.フランク著、小林多寿子共訳、ミネルヴァ書房 1993